# Mihail Majearu
Mihail Majearu (* 15. Juli 1960 in Galați) ist ein ehemaliger rumänischer Fußballspieler. Er bestritt insgesamt 383 Spiele in der rumänischen Divizia A und der griechischen Alpha Ethniki. Im Jahr 1986 gewann er den Europapokal der Landesmeister.

## Karriere

### Verein
Die Karriere von Majearu begann im Jahr 1977 bei FCM Galați. Im Jahr 1979 stieg er mit seiner Mannschaft in die Divizia A auf. Nach dem Abstieg 1981 verließ er den Klub und schloss sich dem Spitzenklub Steaua Bukarest an. Dort konnte er sich einen Stammplatz erkämpfen. Nach zwei Platzierungen im vorderen Mittelfeld erreichte er mit dem Klub das Pokalfinale 1984, unterlag dort aber Dinamo Bukarest. Nach der Meisterschaft 1985 zog er mit seinem Klub in den Europapokal der Landesmeister ein, wo er das Finale gegen den FC Barcelona gewinnen konnte. Bis 1988 errang er mit Steaua insgesamt vier Meisterschaften und drei Pokalsiege, ehe er den Verein zum Aufsteiger FC Inter Sibiu verließ. Nach zwei Jahren in Sibiu, in denen sich der Klub zweimal im Mittelfeld der Divizia A platzieren konnte, wechselte er im Jahr 1990 zu Panachaiki Patras nach Griechenland.
In Patras konnte sich Majearu nicht wie erwartet durchsetzen und kehrte bereits nach einem Jahr zu Inter Sibiu zurück. Dort standen erneut zwei Platzierungen im Mittelfeld zu Buche. Im Sommer 1993 wechselte er zum Ligakonkurrenten Gloria Bistrița. Mit seiner neuen Mannschaft zog er ins Pokalfinale 1994 ein, beim Sieg gegen den FC Universitatea Craiova kam er jedoch nicht zum Einsatz. Anschließend wechselte er zu Corvinul Hunedoara in die Divizia B. Als Zweitplatzierter hinter Politehnica Timișoara spielte er mit seiner Mannschaft das Relegationsspiel um den Aufstieg gegen Politehnica Iași, unterlag dort aber. Nach einer weiteren Spielzeit in der zweiten Liga bei CFR Timișoara beendete er im Jahr 1996 seine Laufbahn.

### Nationalmannschaft
Majearu bestritt ein Spiel für die rumänische Nationalmannschaft, als er am 8. April 1987 im Freundschaftsspiel gegen Israel in der Startaufstellung stand.

## Erfolge

### Als Spieler
Verein 
- Rumänischer Meister (4): 1984/85, 1985/86, 1986/87, 1987/88
- Rumänischer Pokalsieger (4): 1985, 1987, 1988, 1994
- Europapokalsieger der Landesmeister (1): 1986
- UEFA Super Cup (1): 1986